# Urylee Leonardos
Urylee Leonardos (14 de mayo de 1910 – 25 de abril de 1986) fue una cantante y actriz estadounidense que actuó con frecuencia en Broadway. Tiene el honor de ser la primera artista negra en ser suplente y sustituir a una latina en una producción de Broadway. Sustituyó a Yma Súmac en el papel de la princesa Najla en la producción de 1951 de Flahooley.

## Biografía
Leonardos apareció en la revista Gay New Orleans de Mike Todd en la Feria Mundial de 1939 en la ciudad de Nueva York. Más tarde ese mismo año, tuvo un pequeño papel en Broadway en The Male Animal.
Su gran oportunidad llegó en 1943, cuando fue elegida para participar en el musical Carmen Jones. Inicialmente con un papel secundario, Leonardo asumió el papel principal en la reposición de la producción en 1946.
Leonardos sustituyó a Yma Súmac como la princesa Najla en la producción de 1951 Flahooley. Fue la primera vez que una intérprete negra interpretaba un papel que había sido interpretado por una latina en Broadway. También interpretó el papel protagonista femenino en el reestreno de Porgy and Bess en 1953.

## Créditos seleccionados

### Teatro
| Año  | Producción         | Papele(s)                                        | Teatro(s)              | Notas                                                                                               |
| ---- | ------------------ | ------------------------------------------------ | ---------------------- | --------------------------------------------------------------------------------------------------- |
| 1956 | Bells Are Ringing  | Ensemble                                         | Sam S. Shubert Theatre | |
| 1953 | Porgy and Bess     | Bess                                             | Ziegfeld Theatre       | Reanudación. Papel alternativo con Leontyne Price                                                   |
| 1952 | Shuffle Along      | Laura Popham                                     | Broadway Theatre       | Reanudación del musical de los años 20, pero ambientado en el norte de Italia y Nueva York en 1945. |
| 1951 | Flahooley          | Switchboard Operator, Singer, Najla (understudy) | Broadhurst Theatre     | |
| 1948 | Set My People Free | Blanche                                          | Hudson Theatre         | Dirigida por Martin Ritt                                                                            |
| 1946 | Carmen Jones       | Carmen                                           | City Center            | Reanudación de la producción de 1943                                                                |
| 1943 | Carmen Jones       | Card Player, Ensemble                            | Broadway Theatre       | |

### Producciones cinematográficas
| Año  | Título              | Papel               | Distribución | Notas |
| ---- | ------------------- | ------------------- | ------------ | ----- |
| 1950 | No Sad Songs for Me | Flora, la sirvienta | Columbia     |       |